# 香椎由宇
香椎由宇（日语：／ Kashii Yū，1987年2月16日—），原名香椎悠子，日本女演員，出生於神奈川縣綾瀨市，美日混血兒（外祖父為美國人），所屬經紀公司為Horipro，畢業於目白大學外國語學部英美語文學系。丈夫為小田切讓。

## 經歷
香椎在小學六年級之前都在新加坡生活。經父親朋友介紹進入Horipro事務所。2001年以雜誌《mc Sister》的平面模特兒身分初次亮相。2005年，以電影《琳達！琳達！》獲第29回山路文子電影新人女演員獎。
2007年4月至7月期間，由於大學課程關係須於加拿大留學三個月進行語言留學研修，演藝活動暫停。2007年10月，演出電視劇《有閑俱樂部》。

## 人物
- 曾在訪問中表示是宮崎葵的忠實粉絲。
- 興趣是攝影。
- 2007年12月27日，發表與演員小田切讓的婚訊，兩人在電影《國寶山椒魚（日语：パビリオン山椒魚）》合作，生日亦是同一天[1]。
- 2011年2月，與小田切讓的第一個兒子出生；2014年4月，二兒子出生。2015年4月，夫妻透過經紀公司發布聲明稿，表示二兒子因絞扼性腸閉塞症開刀，最終不治，已在該月辦理完後事。因二兒子過世之因，原在電視劇《戀愛時代》的演出因而換角，該角色改由芦名星接演。[2][3]

## 主要作品

### 電影
- 魔女潛艦(2005年3月5日) - 寶拉·Atsuko·艾布那
- 琳達！琳達！(2005年7月18日) - 立花惠
- (2005年10月1日) - 赤井凛子
- 大停電之夜(2005年11月19日) - 梶原麻衣子
- 死亡筆記前篇(2006年6月17日) - 秋野詩織
- 國寶山椒魚(2006年9月16日) - 二宮あづき
- 夢十夜「第三夜」(2007年) - 夏目鏡子
- 黄色眼淚(2007年4月14日) - 時江
- 252生存訊號(2008年12月6日) - 海野咲
- 天才小釣手(日文原名直譯:釣魚迷三平)(2009年) - 愛子
- BOX!「ボックス！」(2010)
- 掌之小说(2010)
- What a Wonderful Life!!(2011)

### 電視
- （2003年、富士電視台） - 第1集特別演出
- 水男孩1（2003年、富士電視台） - 花村響子
- 通向天堂的日曆（日语：天国へのカレンダー）（2005年5月20日、富士電視台） - 橋本千尋
- 女系家族（2005年、TBS） - 矢島雛子
- 水男孩2005夏（2005年8月19・20日、富士電視台） - 花村響子
- 我的老大，我的英雄（2006年7月、日本電視台） - 南百合子
- （2006年8月、GyaO） - 宮下紗季
- （2006年、東京電視台） - 篠田美紀
- 東京鐵塔：我的母親父親 （2007年1月、富士電視台） - 佐佐木真奈美
- （2007年4月24日、日本電視台） - 第3集特別演出
- 有閑俱樂部（2007年10月、日本電視台） - 白鹿野梨子
- 名偵探柯南-工藤新一的復活！與黑暗組織的對決[錨點失效]（2007年12月17日、日本電視台） - 宮野志保
- Innocent Love（2008年10月、富士電視台） - 櫻井美月
- （2008年10月25日、富士電視台） - 妻子
- 252生存訊號episode.ZERO（2008年12月5日、日本電視台） - 海野咲
- （2009年2月25日、富士電視台） - 春川幸恵
- 名偵探的守則（2009年4月17日 - 6月19日、朝日電視台） - 藤井苿奈
- 红鼻子老师 （2009年7月8日 - 9月9日、NTV） - 七濑遥华
- 恋爱纷扰特别剧~LOVE STORIES~VI 第2集《被称为教祖的女人》（2009年9月25日、日本電視台）
- 森林里的牵牛花（最后的日出）（2010年10月18日 - 12月20日、東京電視台） - 沢崎麻美
- 走馬燈株式會社（2012年7月16日 - 9月17日、TBS）- 神沼
- 遲開的向日葵（2012年10月23日 - 12月25日、富士電視台）- 森下彩花
- 信長的主廚（2013年1月11日－3月15日、朝日電視台）- 謎之女（瑤子）
- 神探伽俐略第二季（2013年5月27日、朝日電視台） - 小島結衣（客串第7集）
- 黑河內（2013年10月11日 - 12月13日、TBS） - 澤眞智子
- 今天不上班（2014年12月3日、日本電視台） - 戶崎啓子（客串第8集）
- 奧莉佛是狗，（天哪！！）這傢伙（2021年9月17日、NHK） - 占卜師（客串第1集）
- 為何認真戀愛？（2022年4月18日 - 6月20日、關西電視台・富士電視台系） - 中川岬希
- Dr.Chocolate 第3話 - 第5話・第7話 - 最終話（2023年5月6日 - 5月20日・6月3日 - 6月24日、日本電視台） - 北澤睦美
- YIPS 易普症（2024年5月3日、富士電視台） - 金町環奈（客串第4集）

### 廣告
- Unilever Japan(2002年3月 - 2003年3月)
- LOTTE「紗々」(2004年)
- PARCO「PARCOカード」(2006年)
- 花王SOFINA「HADA-KA」(2006年)
- 花王SOFINA「レイシャス」(2006年)
- CMのCMキャンペーン(2006年)
- 2007年東京都知事選挙(2007年)
- Dydo Drinco(2007年)
- SONY「Cyber-shot」(2007年)
- UNIQLO(2007年)
- SONY「α350」(2008年)
- 大塚製藥「CalorieMate」(2008年)
- 麒麟麦酒(2009年)
- 花王ASIENCE (2010年)[4]

### 電台
- SCHOOL OF LOCK! GIRLS LOCKS!(2005年10月-2006年9月、TOKYO FM)
- GIRLS LOCKS!SUNDAY(2006年10月-、TOKYO FM)

### PV
- 可苦可樂「不下雪的城市」
- nobodyknows+「メバエ」 - 和超人力霸王共演

## 外部連結
- （日語）經紀公司網站 （页面存档备份，存于）